# 圣皮扬斯
圣皮扬斯（法語：Sainte-Pience，法語發音：[sɛ̃t pjɑ̃s]）是法国芒什省的一个市镇，属于阿夫朗什区。2016年，圣皮扬斯与邻近的2个市镇合并为新市镇勒帕尔克，圣皮扬斯为新市镇行政中心。

## 地理
圣皮扬斯（48°45'50"N, 1°18'9"W）面积8.68 平方千米，位于法国诺曼底大区芒什省，该省份为法国西北部沿海省份，西、北、东北三面环大西洋，东起顺时针与卡爾瓦多斯省、奧恩省、马耶讷省和伊勒-维莱讷省接壤。
与圣皮扬斯接壤的市镇（或旧市镇、城区）包括：普隆。

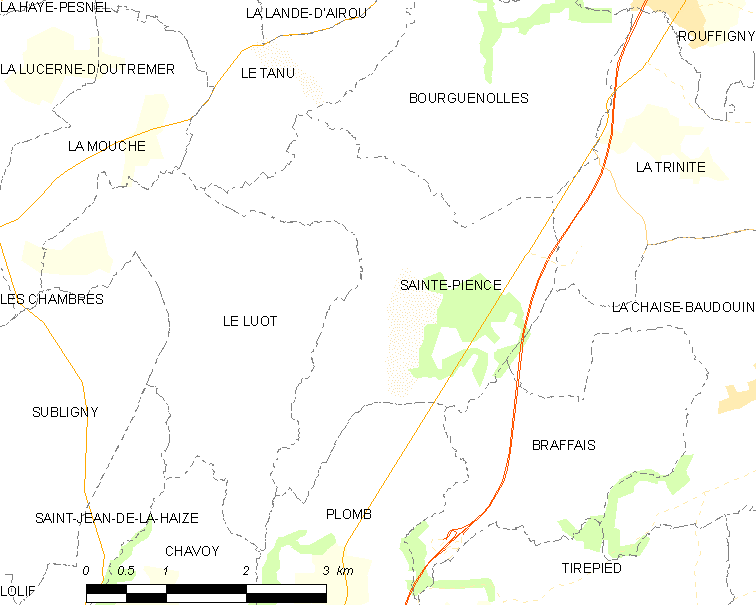
圣皮扬斯的OSM定位图

圣皮扬斯的时区为UTC+01:00、UTC+02:00（夏令时）。

## 行政
圣皮扬斯的邮政编码为50870，INSEE市镇编码为50535。

## 政治
圣皮扬斯所属的省级选区为布雷阿勒县。

## 人口

1962-2008年间圣皮扬斯人口变化图示

圣皮扬斯于2013时的人口数量为318人。